# Меньшикова, Елизавета Андреевна
Елизавета Андреевна Меньшикова (род. 20 декабря 1977, Ленинград, СССР) — российская артистка балета, солистка Театра Классического Балета под управлением В. С. Королькова, обладательница знака отличия «За достижения в культуре», вручённого министром Культуры РФ М. Е. Швыдким, хореограф, художественный руководитель Санкт-Петербургского Театра Балета им. П. И. Чайковского (с 2014 года). .

## Биография
Елизавета Меньшикова родилась 20 декабря 1977 год а в городе Ленинграде.
Родители — инженеры военно-промышленного комплекса. Отец — Ещенко Андрей Александрович (1936 г. рожд.), мать — Меньшикова Ирина Николаевна (1940 г. рожд.)
С детства Елизавета участвовала в театральных постановках, снималась в кино («Васька» реж. В.Титов, 1989 год; «Другая драма» реж. А. Некрасова, 1990 год), занималась в музыкальной школе, которую окончила по классу фортепиано.
В 2002 году по приглашению Г. Д. Алексидзе поступила в Академию Русского балета имени А. Я. Вагановой, которую окончила в 2008 году по специальности хореограф-постановщик, режиссёр балетного театра, мастерская Н. Н. Боярчикова.
Ещё во время обучения зарекомендовала себя как талантливый хореограф, поставила большое количество номеров в Академии Русского балета имени А. Я. Вагановой.
В качестве артистки балета прошла путь от кордебалета до ведущего мастера сцены в Санкт-Петербургском Театре Классического Балета под управлением В. С. Королькова (1993—2012 гг.).
С труппой театра гастролировала по таким странам, как Германия, Франция, Швеция, Норвегия, Китай.
С 2012 года — хореограф-постановщик, художественный руководитель Санкт-Петербургского Театра Балета им. П. И. Чайковского.
Основные задачи Елизаветы Меньшиковой как художественного руководителя Санкт-Петербургского Театра Балета им. П. И. Чайковского — создание новых хореографических спектаклей, продолжающих традиции уникальной академической балетной школы Санкт-Петербурга и русского балета в целом.

## Творчество
В репертуаре Елизаветы Меньшиковой, как артистки — ведущие партии в балетах:
- Одетта, Одилия, Па-де-труа (балет "Лебединое озеро);
- Фея сирени, Фея бриллиантов (балет «Спящая Красавица»);
- Мирта (балет «Жизель»);
- Уличная танцовщица (балет «Дон Кихот»).

Творчество Елизаветы Меньшиковой, как хореографа:
Елизавета является автором более 200 хореографических номеров в Академии Русского балета имени А. Я. Вагановой.
Среди постановок Елизаветы Меньшиковой:
- Балет «Пиноккио» (2 акта), музыка Ж. Оффенбаха;
- Балет «Кармен. История Страсти» (1 акт), музыка Ж.Бизе;
- Балет «Ромео и Джульетта» (2 акта), музыка П. И. Чайковского;
- Балет «Пиноккио» (1 акт) — для учеников балетной школы в гор. Токио (Япония);
- Кармина Бурана (1 акт) — сценическая кантата, музыка Карла Орфа.

Во время работы в Санкт-Петербургском Театре Балета им. П. И. Чайковского Елизавета приняла участие в фильмах:
1. «Rudolf Nureev — Dance to Freedom», 2015, канал BBC.
2. Сериал «Фантазия белых ночей», 2015 (консультант при съёмке; сыграла хореографа в балетной академии);

## Личная жизнь
Дети: Лалетин Александр Сергеевич 2005 г.р.,
Меньшиков Иван Сергеевич 2006 г.р.

## Награды и звания
- Гран-При Михайловского театра — специальный диплом «За хореографию», 2010 год;
- Знак отличия «За достижения в культуре», вручён министром Культуры РФ М. Е. Швыдким.